# Costus gabonensis
Costus gabonensis là một loài thực vật có hoa trong họ Costaceae. Loài này được Koechlin mô tả khoa học đầu tiên năm 1964.